# Ku Siou-lien
Ku Siou-lien (čínsky pchin-jinem Gù Xiùlián, znaky zjednodušené 顾秀莲; * prosinec 1936) je bývalá čínská komunistická politička, předsedkyně Všečínského svazu žen a místopředsedkyně stálého výboru Všečínského shromáždění lidových zástupců (parlamentu, obojí 2003–2008), předtím místopředsedkyně svazu žen (1998–2003), ministryně chemického průmyslu (1989–1998), guvernérka Ťiang-su (1983–1989). Byla členkou širšího vedení Komunistické strany Číny jako kandidátka (1977–1982) a členka (1982–2002) ústředního výboru.

## Život
Ku Siou-lien se narodila v prosinci 1936 v Nan-tchungu na východě provincie Ťiang-su v rolnické rodině. Jako nejstarší z pěti dětí pomáhala rodičům s domácími pracemi od útlého věku a do školy začala chodit až v devíti letech, po dvou letech musela školní docházku přerušit, kvůli neschopnosti rodičů platit školné; do školy se vrátila až roku 1947 po nastolení vlády komunistů v regionu. Roku 1953 nastoupila na policejní školu v Šen-jangu na severovýchodě Číny a v říjnu 1954 se stala policistkou v Pen-si v provincii Liao-ning. Současně hrála basketbal a navštěvovala večerní školu, aby získala maturitu. Roku 1956 vstoupila do Komunistické strany Číny. V roce 1958 nastoupila na Vysokou školu železářství a oceli v Pen-si a poté přešla na Vysokou školu metalurgie a mechaniky v Šen-jangu. Po ukončení studia v roce 1961 si vybrala práci v největším čínském niklovém dole Ťin-čchuan v provincii Kan-su na severozápadě Číny. O tři roky později byla přeložena do Pekingu za svým manželem, který zde pracoval. V Pekingu pracovala na ministerstvu textilního průmyslu.
Během kulturní revoluce byla mimo jiné přerušila svou činnost Státní plánovací komise; Ku Siou-lien byla členkou Plánovací skupiny, která převzala ekonomické plánování Číny. Díky tomu, že pracovala přímo pod vedením nejvyšších představitelů, jako byli Čou En-laj, Li Sien-nien a Jü Čchiou-li, získala si důvěru této tvrdě pronásledované „staré gardy“, které prokazovala respekt. V roce 1973 byla povýšena na místopředsedkyni Státní plánovací komise se zodpovědností za lehký průmysl, včetně textilního. Během svého působení podpořila zavádění nových technologií a investic do spotřebního průmyslu, od produkce cigaret a vaření piva po výrobu syntetických vláken, čímž uspokojila poptávku spotřebitelů a zároveň zvýšila státní příjmy. Na XI. sjezdu KS Číny v srpnu 1977 byla zvolena kandidátkou ústředního výboru. Na XII. sjezdu KS Číny v září 1982 byla zvolena členkou ústředního výboru (znovuzvolena 1987, 1992 a 1997, v ústředním výboru zůstala do roku 2002).
V roce 1982 byla přeložena do své domovské provincie Ťiang-su, kde zastávala funkci jednoho z tajemníků provinčního výboru tamní organizace KS Číny, v provinčním vedení KS Číny odpovídala za ekonomiku. Následujícího roku byla provinčním lidovým shromážděním zvolena guvernérkou Ťiang-su, čímž se stala první guvernérkou provincie v historii Čínské lidové republiky. Během svého působení se zaměřila na zlepšení zemědělských výnosů v chudším severním Ťiang-su, zatímco na jihu podporovala rozvoj „vesnických a městských podniků“, přičemž využila blízkosti Šanghaje, velkého průmyslového centra. Tyto malé vesnické a městské podniky pomohly vymanit rolníky z chudoby a byly označovány za vzor pro celou Čínu. Dohlížela také na rozvoj velkých průmyslových podniků, jako jsou například továrna na výboru syntetických vláken v I-čengu a Chemical Fibre a podnik na výrobu hnojiv v Čchi-sia-šanu v Nankingu.
V dubnu 1989 byla jmenována ministryní chemického průmyslu. Jako ministryně se snažilo o dosažení příjmů z vývozu ve výši 10 miliard dolarů a přilákání 10 miliard jüanů zahraničních investic během následujících deseti let. Prosazovala modernizaci způsobu řízení a technologií v průmyslu. Navštívila mnoho zahraničních zemí a uzavřela dohody s předními mezinárodními chemickými společnostmi (Bayer, DuPont a Eastman) o založení společných podniků v Číně]. Ve funkci ministryně chemického průmyslu zůstala do března 1998.
V letech 1998–2003 byla místopředsedkyní a v letech 2003–2008 předsedkyní Všečínského svazu žen. V letech 2003–2008 byla současně místopředsedkyní stálého výboru Všečínského shromáždění lidových zástupců (parlamentu).